# 碧南市藤井達吉現代美術館

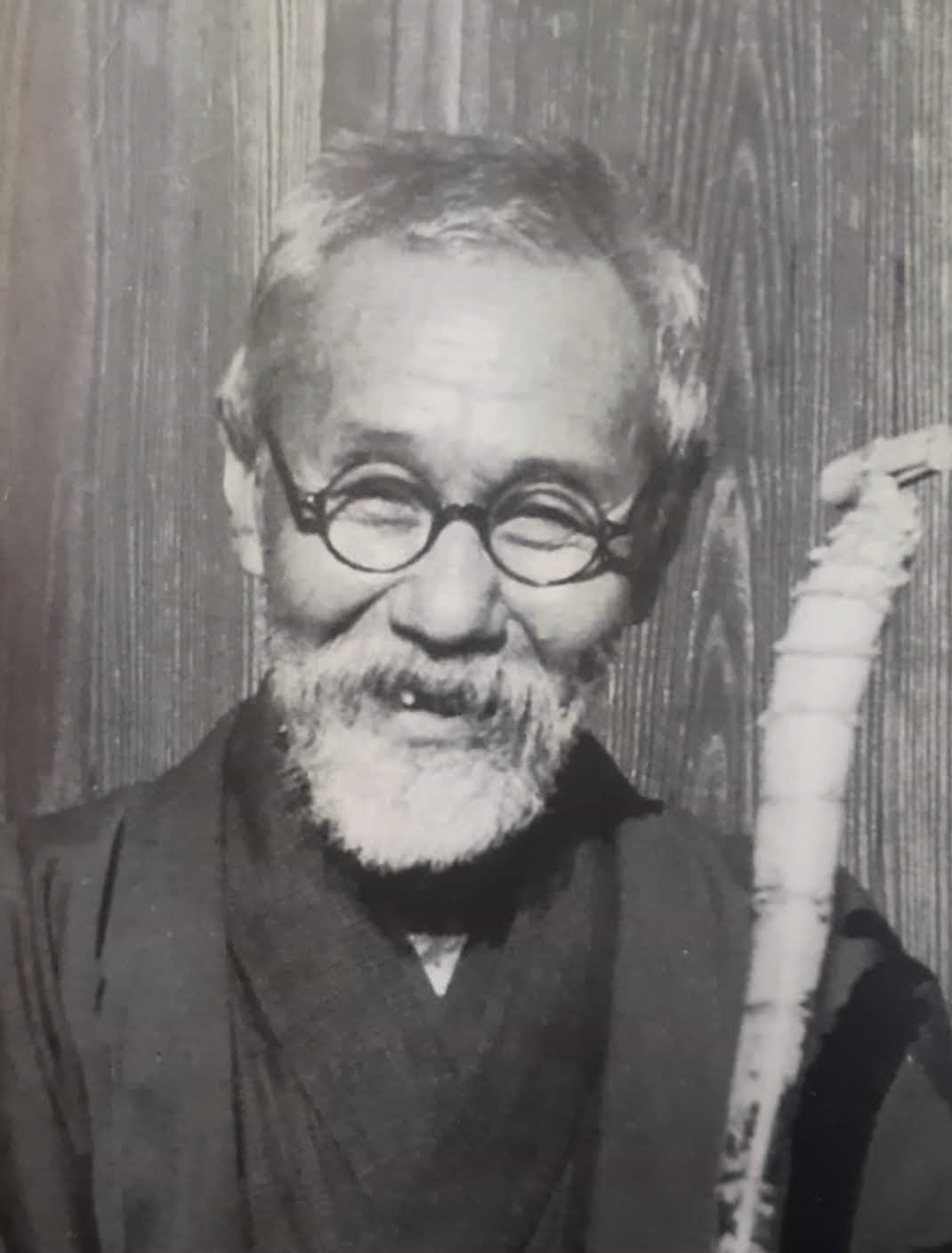
藤井達吉

碧南市藤井達吉現代美術館（へきなんしふじいたつきちげんだいびじゅつかん）は、愛知県碧南市にある公立の美術館である。2008年（平成20年）4月5日オープン。旧碧南商工会議所の建物を改修して整備された。

## 沿革
2001年（平成13年）、碧南市は、移転新築することになった碧南商工会議所の旧建物を、郷土資料を展示する市民ギャラリー的な「ふるさと館」に整備する計画を立てた。見込まれる事業費は約4億円とされた。
2003年（平成15年）3月6日、市は、ふるさと館を「美術館的な施設」として整備する考えを示した。
2004年（平成16年）4月、国土交通省が「まちづくり交付金」制度を導入。市の「ふるさと館」整備計画は同制度の事業対象となり、事業費の約4割の交付金が受けられることとなった。このため市は、「美術館的」から「的」をとり、「美術館」単独の施設にすることに急遽、方向転換した。
碧南市は長い間、公立の美術館がなく、碧南市文化会館がその機能を担っており、碧南文化協会も市に対しちょうど美術館建設の要望書を提出していた頃だったが、市の道のりは困難を極めた。市議会（定数26）の最大会派「新政クラブ」（14人）は美術館整備計画を支持するも、他会派（12人）は「唐突な変更」と反発した。同年6月3日には、8,832人の署名を添えた「美樹館建設計画の撤回を求める請願」が市議会議長宛てに提出される。6月29日、市議会定例会で、同請願は議長を除く反対13、賛成12の1票差で不採択となる。その後、衆議院議員選挙にからみ、「新政クラブ」所属の村田峰治が公選法違反の疑いで逮捕され、10月12日付で辞職。これにより市議会の建設賛成派と反対派の構成は、議長を除くと12対12の同数となった。12月15日、市議会まちづくり事業特別委員会で、市は市制60周年記念として、延べ約2,150平方メートルの旧碧南商工会議所の建物を一部増築し、延べ約2,400平方メートルに改修する美術館の基本設計を説明した。あわせて外観イメージのイラストも公表した。採決は可否同数となり、磯貝幸雄委員長が加わってかろうじて市の報告が了承された。
2006年（平成18年）2月21日、永島卓市長は市議会に、美術館整備事業費9,900万円を含む新年度一般会計当初予算案を提出。3月16日、市議会本会議で同予算案の採決が行われる。12対12の可否同数の結果、倉内成幸議長が加わって原案どおり可決。美術館は総事業費7億円で整備されることが決まった。同年8月、本体工事の制限付き一般競争入札が行われ、市内の4業者が応募。同市須磨町の白竹建設が3億6,700万円で落札した。予定価格に対する落札率は99.06％。他の3者も99.23％から99.47％という高止まりの入札額だった。付随する空調工事は約1億4千万円、電気設備工事は約1億1千万円、給排水設備工事は約2,400万円で、いずれも市内の業者と請負契約が結ばれた。
2008年（平成20年）初め、藤井達吉と交流のあった碧南市芸術文化振興会の理事（当時98歳）が、藤井らの美術作品125点を市に寄贈した。同年4月5日、オープン。記念展「藤井達吉のいた大正」が開催された。
建物は第16回愛知まちなみ建築賞および、第19回BELCA賞ベストリフォーム部門を受賞。2011年（平成23年）10月4日には、博物館法に基づく登録博物館となった。
館内は藤井達吉の作品を中心に常設展示が行われるほか、定期的に企画展が開催されている。

## 建築概要
- 設計：日本設計中部支社
- 施工：白竹建設[1]
- 敷地面積：1,783.06m2[1]
- 建築面積：820.36m2[1]
- 延べ面積：2,425.77m2[1]
- 構造：S造、RC造[1]
- 階数：地下1階、地上3階、塔屋1階[2]

## 利用案内
- 開館時間 : 10：00 - 17：00
- 休館日 : 毎週月曜日（休日の場合は翌日）、年末年始
- 入館料 :常設展は無料

※ 企画展の観覧料は展覧会ごとに異なるので注意

## 交通アクセス
- 名鉄三河線「碧南駅」から徒歩で約6分。